# Hesperantha glabrescens
Hesperantha glabrescens là một loài thực vật có hoa trong họ Diên vĩ. Loài này được Goldblatt mô tả khoa học đầu tiên năm 2003.